# Jens Suckow
Jens Suckow (* 29. Oktober 1968 in Düsseldorf) ist ein deutscher Jurist und Richter am Bundesarbeitsgericht.

## Leben
Jens Suckow studierte an der Universität zu Köln Rechtswissenschaft und schloss seine juristische Ausbildung nach dem Referendariat 1998 in Berlin mit dem zweiten Staatsexamen ab. Er promovierte dann noch im Jahre 1998. 1999 begann er seine richterliche Karriere, indem er in den höheren Justizdienst des Bundeslandes Brandenburg eintrat. Er wurde dort am Arbeitsgericht Frankfurt (Oder) und am Arbeitsgericht Cottbus eingesetzt. Von 2003 bis 2005 erfolgte eine Abordnung als wissenschaftlicher Mitarbeiter an das Bundesarbeitsgericht. Suckow wurde 2006 zum Richter am Arbeitsgericht als der ständige Vertreter einer Direktorin am Arbeitsgericht in Frankfurt (Oder) ernannt. Im Jahre 2008 erfolgte die Beförderung zum Vorsitzenden Richter am Landesarbeitsgericht Berlin-Brandenburg und zum 1. November 2009 die Ernennung zum Richter am Bundesarbeitsgericht.
Suckow veröffentlichte zum Allgemeinen Gleichbehandlungsgesetz.